# Ford de 1937
La Ford 1937 est une automobile américaine produite par Ford au cours des années-modèles 1937 à 1940. Conservant des éléments des modèles 1935-1936, il s’agissait du premier modèle automobile produite par la marque d'entrée de gamme du groupe Ford avec une carrosserie tout-acier.
Le modèle 1937 reprend les évolutions stylistiques de la Lincoln Zephyr introduite l'année précédente dont sa calandre en V. Comme le veut l'usage en Amérique, l'aspect évolue chaque année. À partir de 1938, la version Standard et Deluxe ont une face avant différente, le modèle le moins cher utilisant une version légèrement révisée de la calandre du modèle Deluxe de l'année précédente. Cette différenciation se poursuit jusqu'à l'année modèle 1941, lorsque est introduit un design entièrement nouveau dont la production se poursuit jusqu'en 1948.
En plus des berlines, coupés, cabriolets et wagons (breaks), une fourgonnette est produite sur le même châssis en utilisant une carrosserie de break tôlé. Désigné Sedan Delivery, ce modèle est produit jusqu'en 1941.

## Origines
Après avoir mis au point un nouveau modèle en 1935, s'éloignant davantage du modèle de 1932 qui introduisait le moteur V8 mais conservait malgré les restylages successifs l'aspect carré des Ford Model A, le groupe Ford décide de mettre au point un modèle plus innovant. La sécurité est améliorée par une carrosserie entièrement en acier sans structure en bois ni toit en toile imperméabilisée ; les pare-brise sont en verre de sécurité et les freins ont été améliorés. Le confort et les aspects pratiques sont également pris en compte avec une insonorisation des composants, une ouverture de coffre beaucoup plus grande sur les berlines et un capot en une pièce dégageant tout le compartiment moteur. De plus, de nouveaux sièges ont été utilisés.

## 1937
La Ford de 1937 présentait un look plus arrondi avec de fines barres horizontales dans les grilles convexes frontales et latérales du capot. La calandre avant était en forme de V, plutôt que de suivre les ailes en forme de pentagone, comme sur le modèle de 1936 ; il s'agit là d'un emprunt direct à la Lincoln-Zephyr de 1936. Les phares carénés étaient une modernisation majeure trouvée sur les versions Standard et DeLuxe, bien qu'une grande partie du reste du design ait été partagée entre les deux gammes de Ford. Une pompe à eau plus grande a été utilisée pour aider au refroidissement.
Des berlines deux et quatre portes sont proposés tout comme plusieurs versions de coupés et cabriolets ainsi qu'un break "Station Wagon". Les berlines « Slantback » sans coffre protubérant reçoivent enfin une porte de coffre arrière, bien que l'espace soit limité, et les versions « Trunkback » ont continué à gagner des ventes. Comme les années précédentes, les cabriolets à quatre portes comprennent une version « berline décapotable » avec fenêtres a été proposée dans la finition DeLuxe tandis que le véritable phaéton sans vitrages latéraux est encore au catalogue. Bien qu'il existe des coupés "business" sans sièges à l'arrière et des coupés "club", ces deux modèles emploient les mêmes panneaux de carrosserie avec une glace de custode, entraînant la disparition du 3-window coupe ; en revanche le cabriolet deux portes est proposé en trois versions distinctes : un roadster sans vitres latérales, un cabriolet et un cabriolet club reconnaissable à sa capote prolongée vers l'arrière. Le break pouvait accueillir huit passagers et est encore proposé dans une version sans vitres latérales nécessitant des tentures en cas de mauvais temps ; l'année suivante cette variante disparait.

Gamme 1937
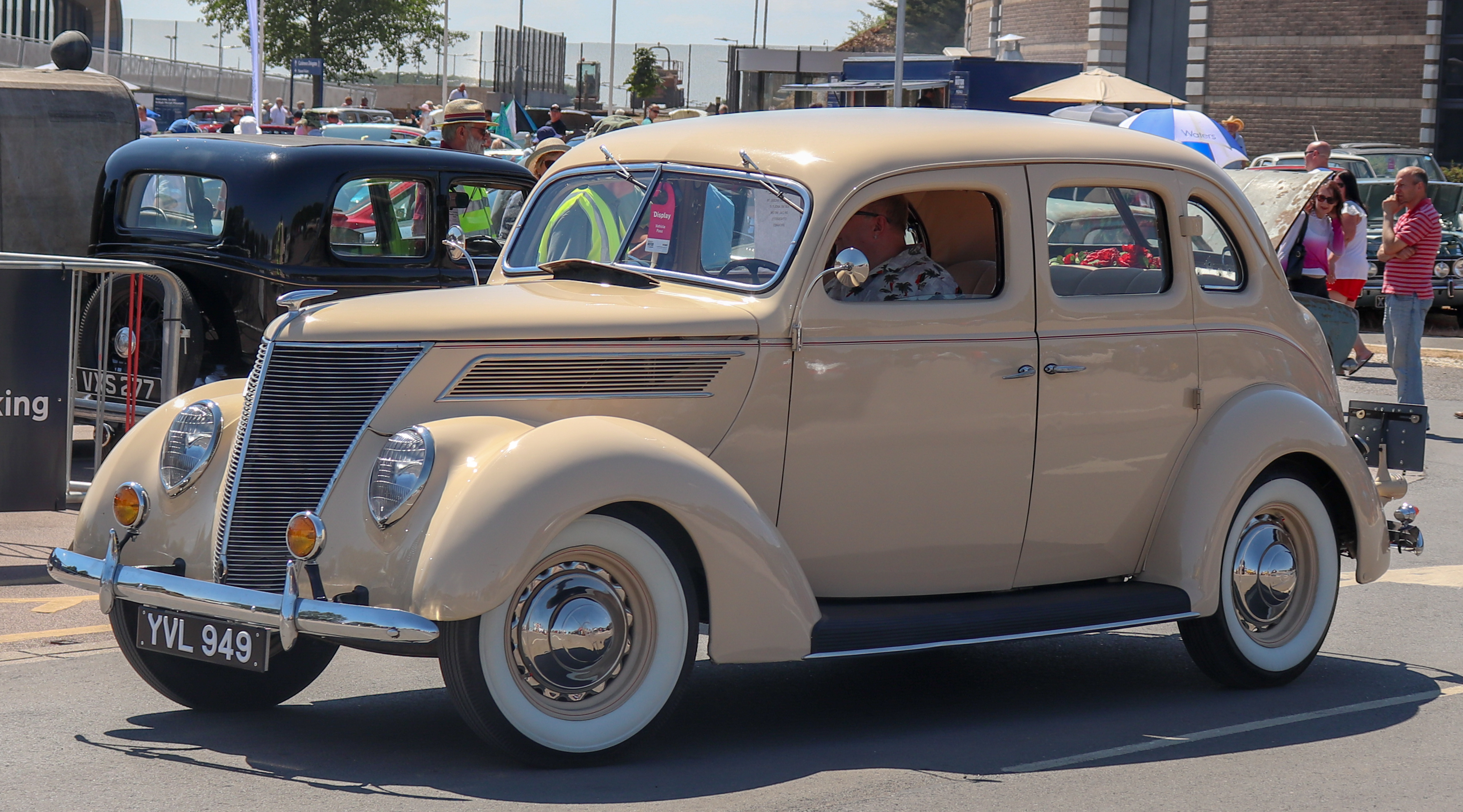
Ford V8 en Angleterre.
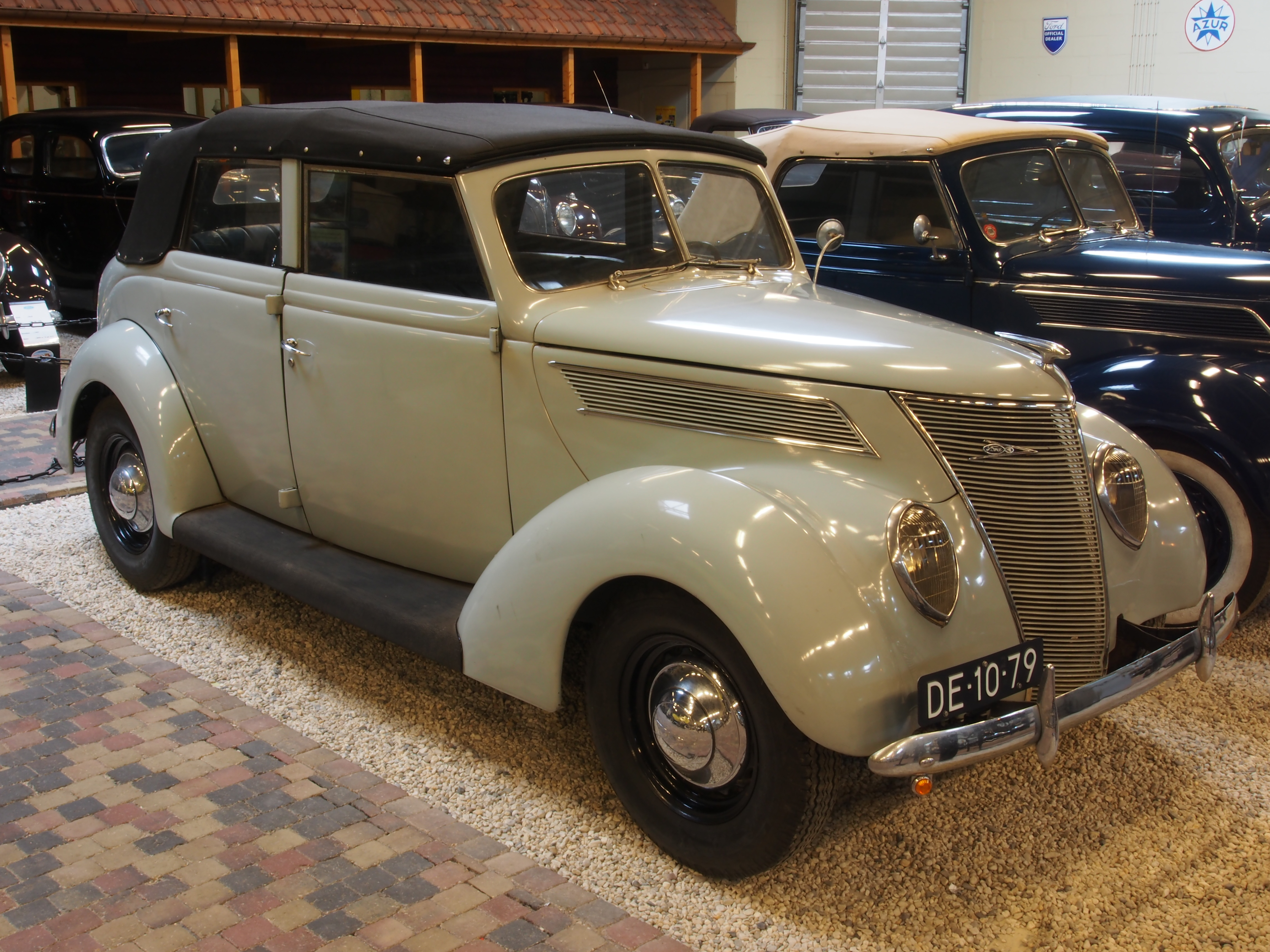
Cabriolet 4 portes.

## 1938
La récession de 1938 a nui aux ventes, tout comme la poursuite par Ford des voitures de 1937[réf. nécessaire], y compris la plupart des panneaux de carrosserie. Les modèles DeLuxe de 1938 étaient différenciés par une calandre en forme de cœur, alors que les modèles Standard conservent le look de 1937 rafraîchi par de longs traits courant jusqu'à l'habitacle et intégrant les persiennes latérales. La conception de la berline Slantback, alors sur le déclin, a été annulée pour de bon. À la place, une carrosserie à grand coffre mieux intégré dans l'arrondi arrière est désormais utilisée par les berlines Deluxe tandis que la carrosserie à coffre proéminent est employée par la gamme Standard. La carrosserie roadster n'existe plus ; le Phaeton sans vitrages latéraux est encore proposé cette année.
Seuls des moteurs V8 étaient proposés, soit un V8 de 60 chevaux, soit un V8 de 85 chevaux. Un nouveau tableau de bord a été utilisé, avec des commandes encastrées pour plus de sécurité.
Les pick-ups de 1938 ont finalement été mis à jour, après avoir continué avec l'aspect de 1935. Les changements comprenaient une calandre verticale ovale et des ailes et pare-chocs substantiels.

Gamme 1938
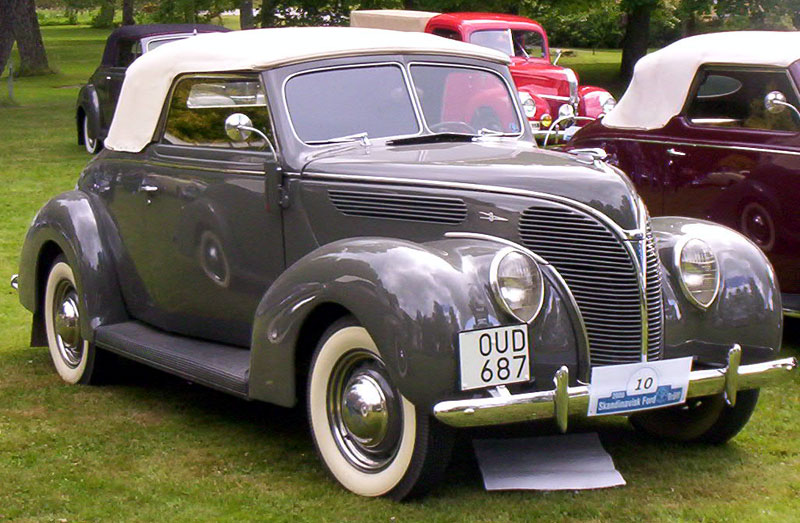
Cabriolet Deluxe.
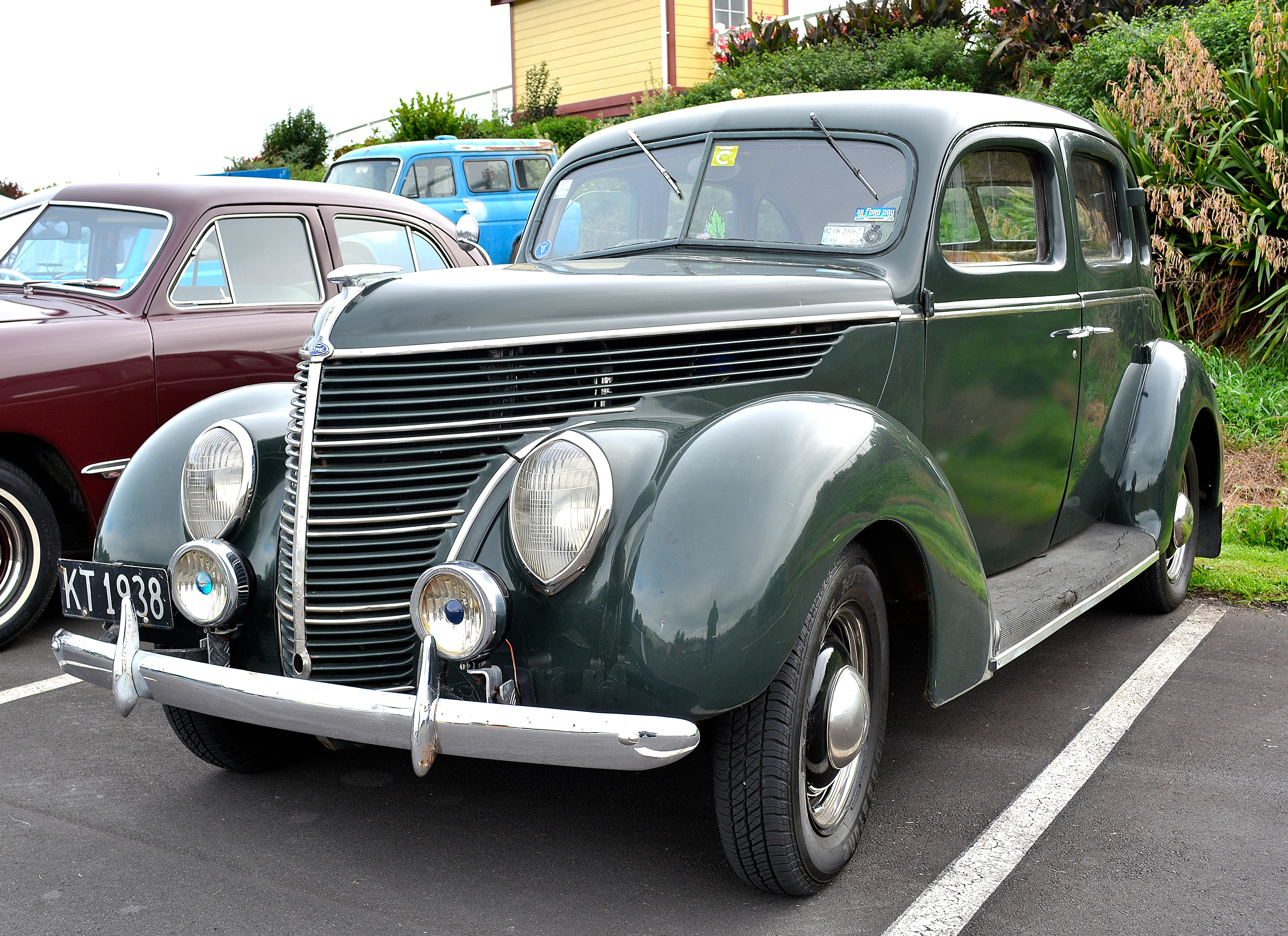
Sedan 4-portes Standard.

## 1939
Le look des Ford a de nouveau été modernisé pour 1939 : la Deluxe utilisait une calandre basse pointue avec des lamelles verticales plus épaisses, tandis que la Ford Standard reprenait presque intégralement la calandre des Deluxe de l'année précédente, avec moins de chrome. Les phares étaient plus éloignés l'un de l'autre, restant maintenant presque devant les roues. Les grilles latérales et les persiennes ont été supprimées au profit de bandes chromées sur les modèles Deluxe. Le capot «alligator» de la nouvelle Deluxe s'ouvrait profondément à partir du haut de la calandre, éliminant les panneaux latéraux des modèles précédents, encore présents sur les Ford Standard de cette année.
Mécaniquement, Ford a mis des freins hydrauliques sur ses voitures pour la toute première fois,.
Les modèles phaeton, club coupé et cabriolet club coupé ont été abandonne, ne laissant que le cabriolet deux portes avec vitres et siège de coffre et la berline décapotable. Le moteur a également été révisé pour 1939 avec des carburateurs à courant descendant élargissant la bande de couple mais laissant la puissance inchangée à 85 ch (63 kW). Les freins hydrauliques constituaient une avancée majeure dans la gamme Ford.
La marque haut de gamme Mercury de Ford s'est également ajoutée en 1939, comblant le vide entre les Ford Deluxe et la gamme Lincoln-Zephyr.

Gamme 1939
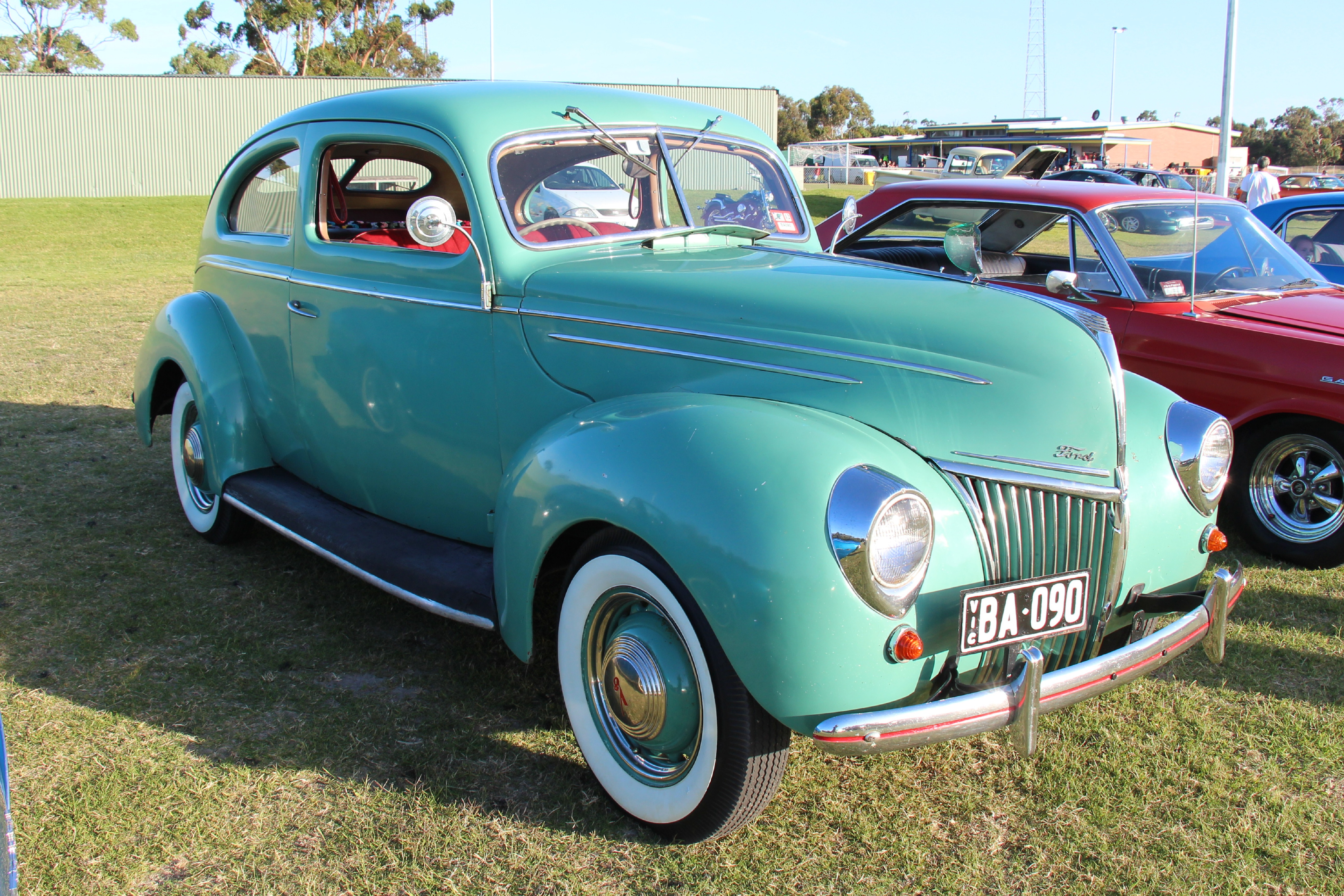
Deluxe deux portes avec une carrosserie spéciale australienne "Sloper".
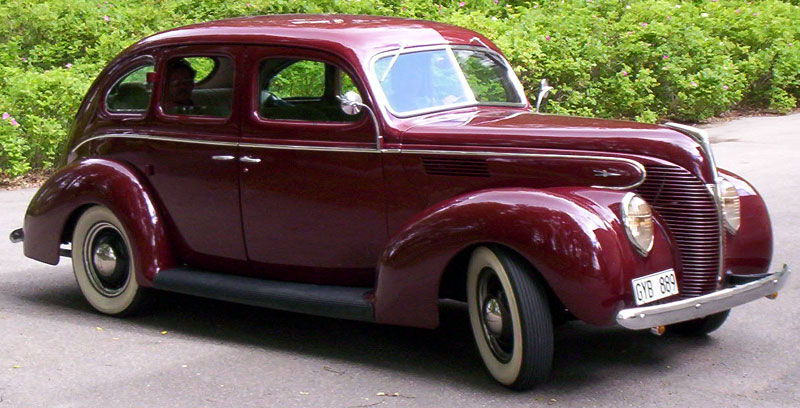
Sedan 4-portes Standard.
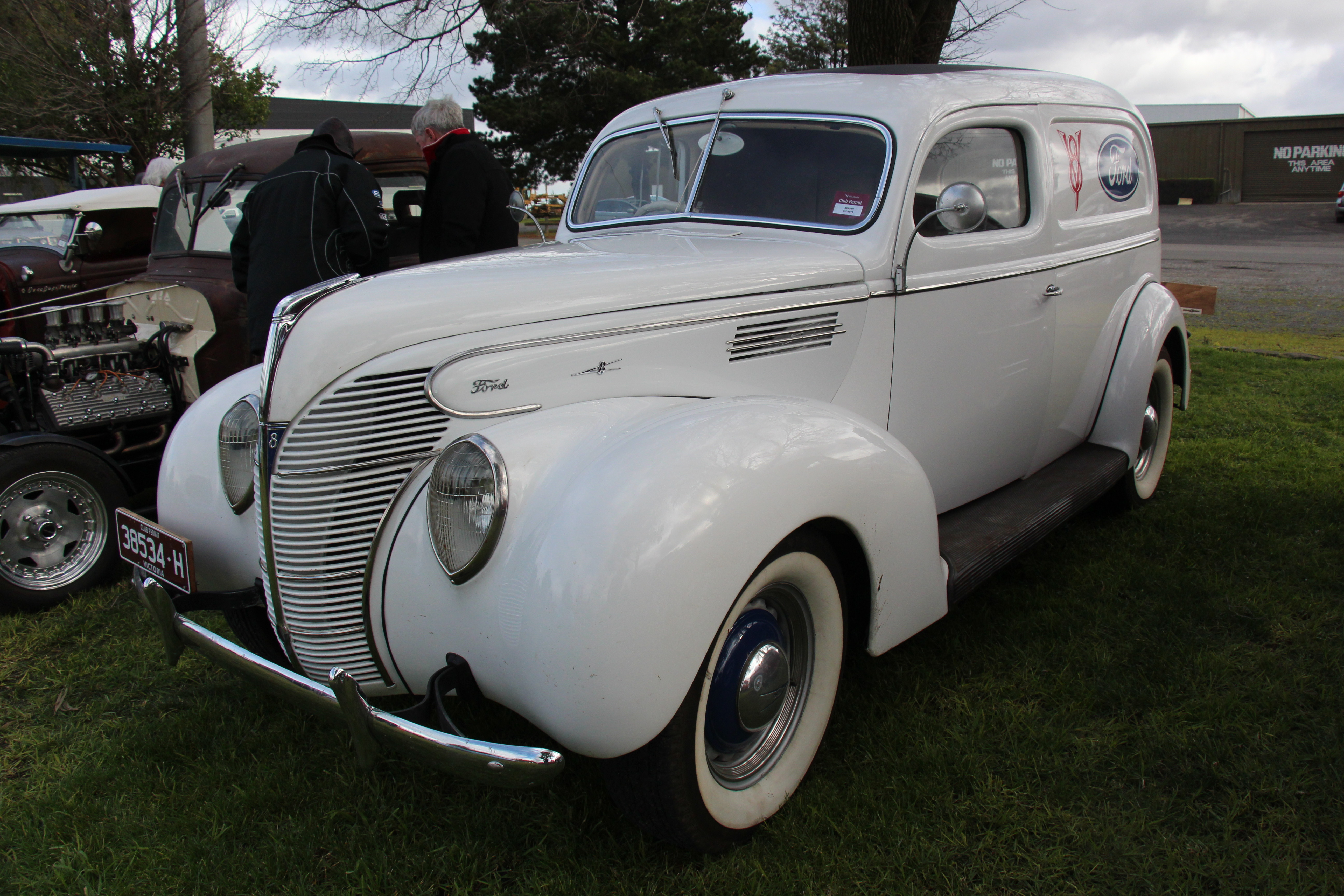
Camionnette Standard.

## 1940
Un capot haut et plat dominait le look avant des modèles de 1940, la calandre s'étendait pour atteindre les ailes et les phares étaient encore plus larges pour différencier la finition Deluxe de la finition Standard. La Ford Standard a hérité de la calandre du modèle de 1939 avec des occultations de chaque côté d'un épais centre chromé; Les entourages de phares plus épais constituent un autre facteur de différenciation majeur par rapport au modèle de 1939. 1940 était la dernière année de la conception de 1937 et du plus petit moteur V8, avec un moteur six cylindres en ligne réintroduit l'année suivante. Les phares à faisceau scellé constituaient l'une des rares avancées majeures pour 1940, tandis qu'un toit hydraulique était nouveau sur le cabriolet, lequel n'existe cette année qu'en version deux portes avec une seconde rangée de sièges.

Gamme 1940
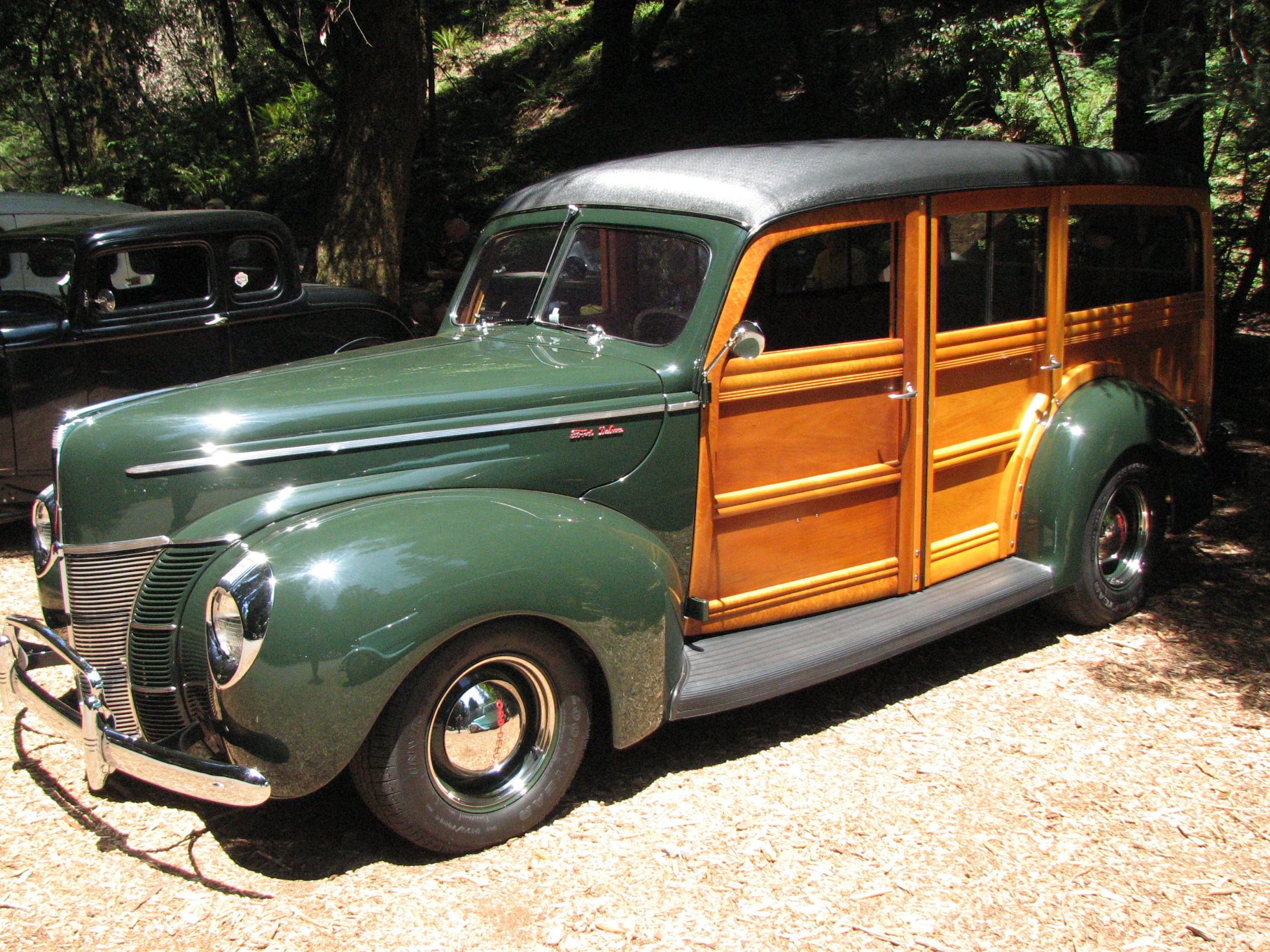
Woody Deluxe.
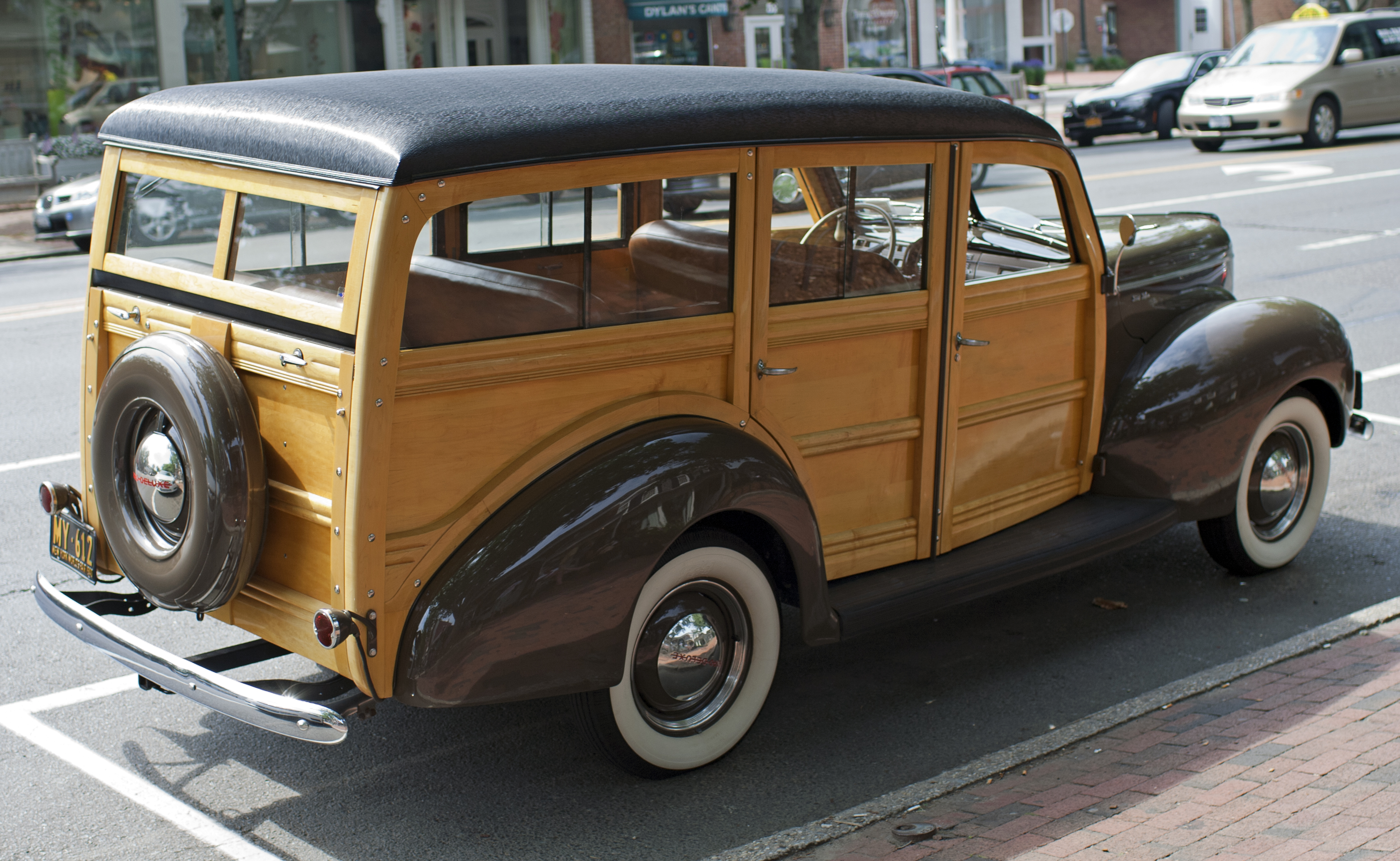
Caisse en bois.
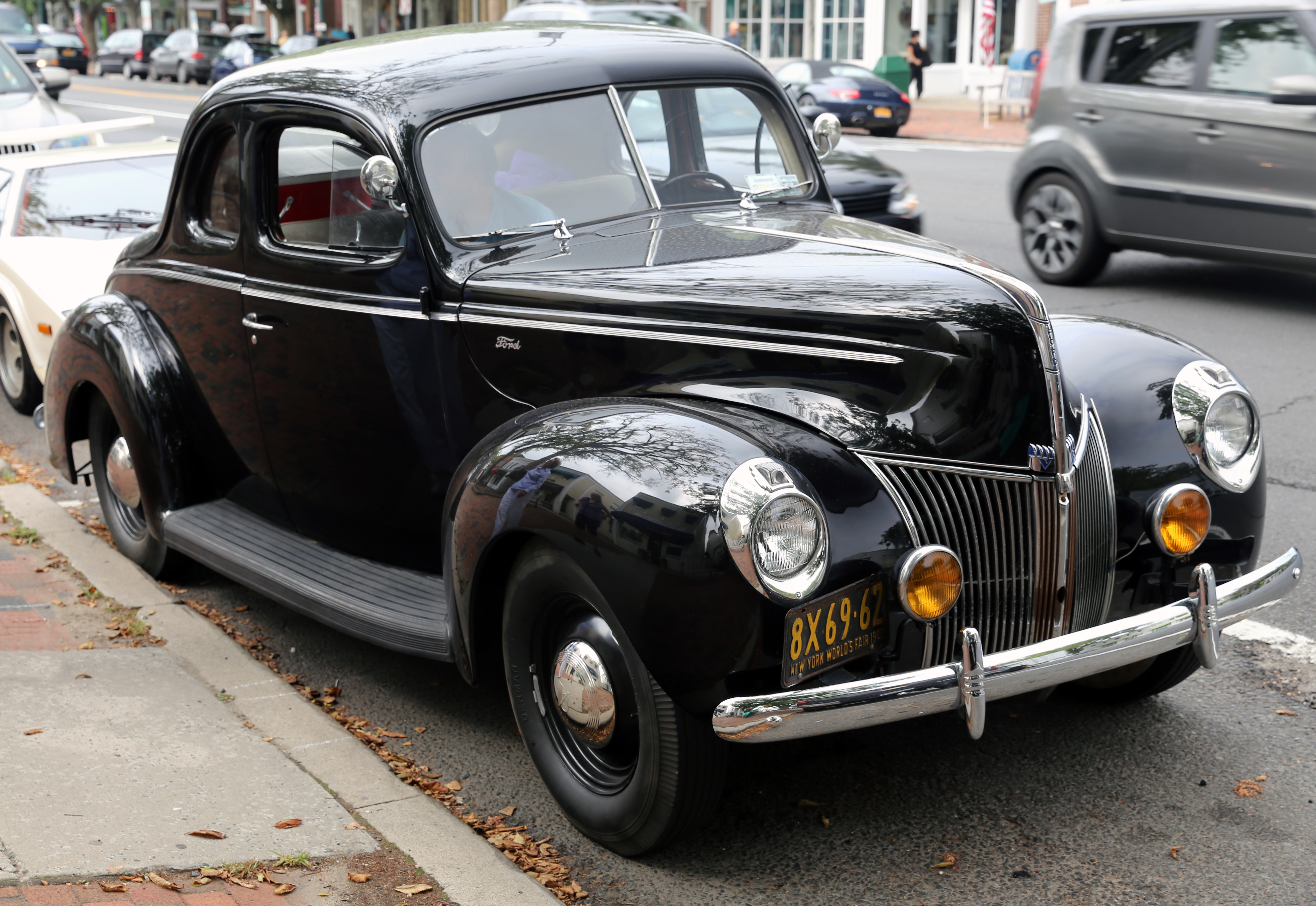
Business coupé Standard.

## 1941
L'arrivée des toutes nouvelles Ford 1941-1948 sonne le glas des Ford V8 en perte de vitesse et reposant sur une conception du début des années 1930. Seules les camionnettes sedan-delivery, avec châssis et calandre d'automobile, seront encore produites jusqu'à la fin de l'année 1941 avant d'être remplacées par des panel vans dérivés des pick-ups créés en 1942.

## Production en Europe

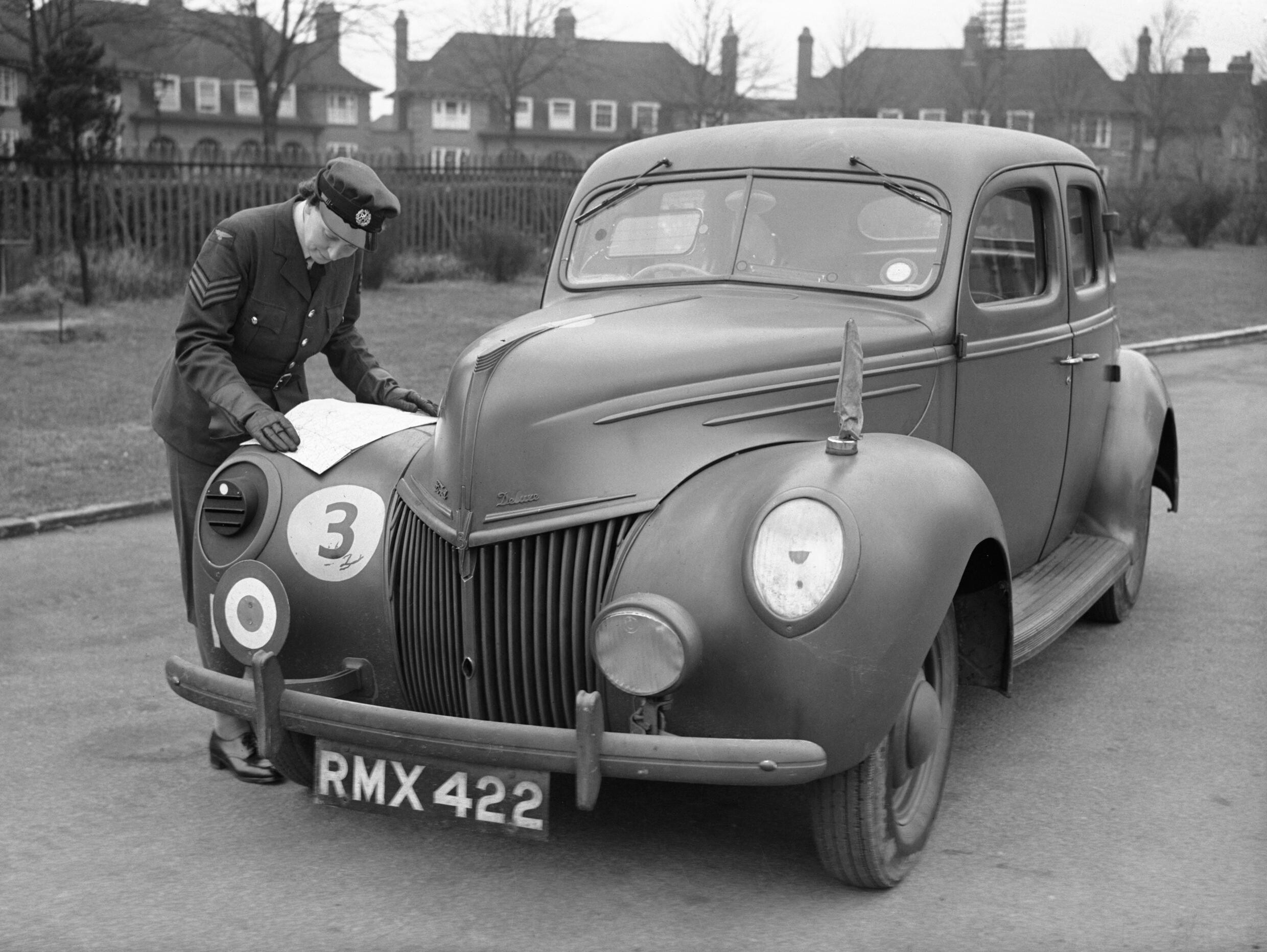
Véhicule de fonction de la Women's Auxiliary Air Force (RAF).

Des Ford V8 identiques à leurs homologues d'outre-atlantique ont été assemblées en Europe où elles jouissaient d'un statut bien plus élevé (grande berline dominant par sa taille les modèles indigènes, moins chers) qu'aux USA (où les Fords avaient acquis une image de véhicule plutôt bas de gamme ou rural).
Elles ont notamment été produites au Royaume-Uni (Dagenham), en France (Poissy) et en Allemagne (Cologne) où ces voitures avaient un arrière plus effilé et des décorations spécifiques (barres Landau) pour les cabriolets. Les Matford Alsace V8 et Ford Model 62 (future Ford Pilot après la guerre) constituent les versions françaises et anglaises, de taille plus raisonnable, des Ford V8.

## Héritage

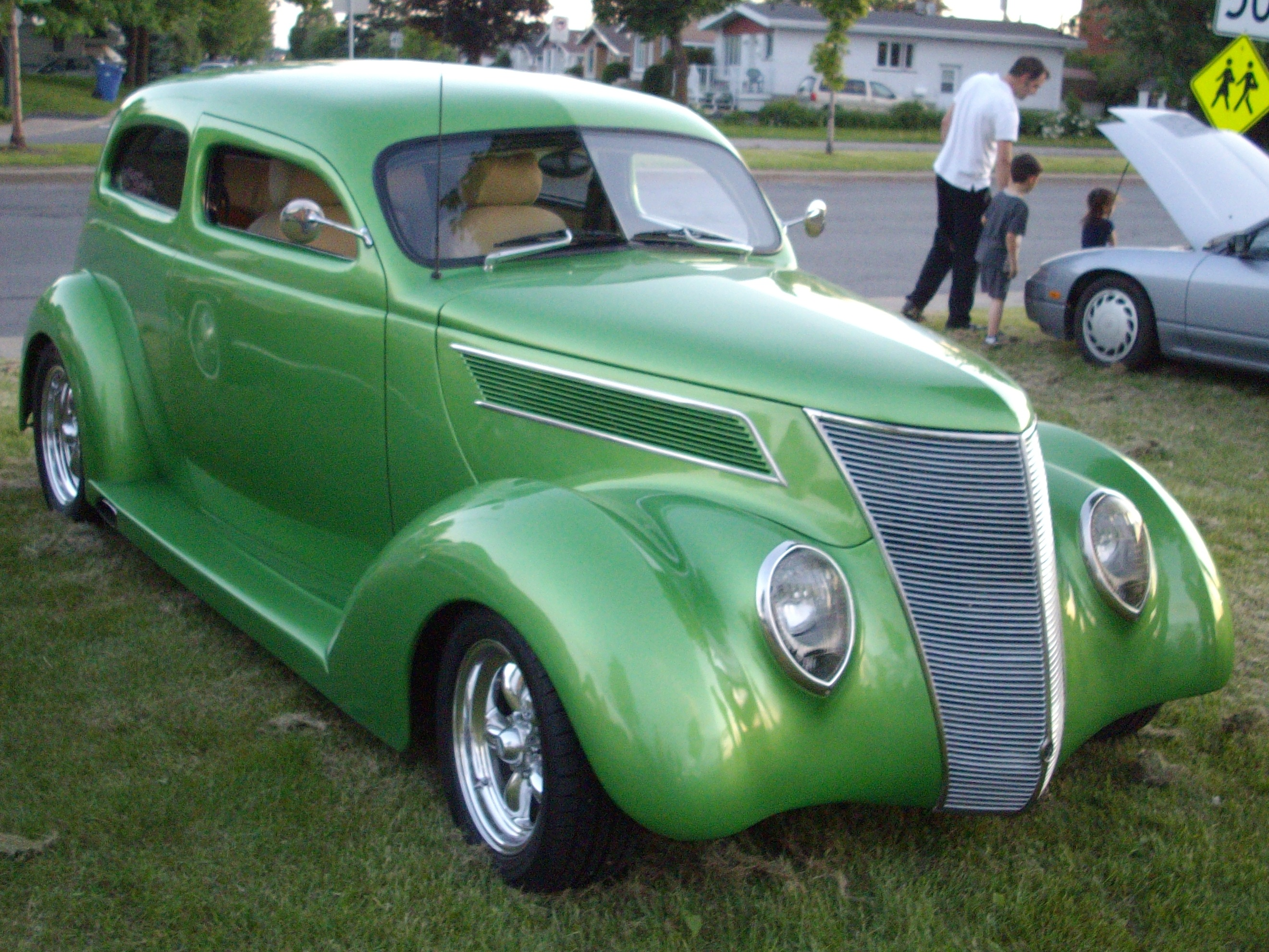
Hot rod récent sur base Ford 1937.

La génération des Ford de 1937-1940 font partie des voitures les plus populaires pour le hot rodding. Les premiers pilotes de course de stock car ont également utilisé des Ford de cette génération parmi d'autres voitures, notamment les Ford V8 1932. Ces Ford ont également formé la base d'un style de voiture de course sur piste.